# Hrpelje - Kozina
Hrpelje - Kozina là một khu tự quản (tiếng Slovenia: občine, số ít – občina) trong vùng Obalno-kraška của Slovenia. Hrpelje - Kozina có diện tích 194.9 km2, dân số là theo điều tra ngày 31 tháng 3 năm 2002 là 4053 người. Thủ phủ khu tự quản Hrpelje - Kozina đóng tại Hrpelje.